# Kostomlaty
Kostomlaty är en ort i Tjeckien.   Den ligger i regionen Mellersta Böhmen, i den centrala delen av landet, 40 km öster om huvudstaden Prag. Antalet invånare är 235.